# Piotr Babinetz
Piotr Mieczysław Babinetz (ur. 9 września 1969 w Krośnie) – polski polityk, samorządowiec i historyk, poseł na Sejm VI, VII, VIII, IX i X kadencji, od 2022 członek Rady Mediów Narodowych.

## Życiorys
Syn Andrzeja i Teresy. Jest absolwentem I Liceum Ogólnokształcącego im. Mikołaja Kopernika w Krośnie. Działał w Konfederacji Polski Niepodległej, KPN – Obóz Patriotyczny i Przymierzu Prawicy, następnie przystąpił do PiS. Należał także do Ligi Republikańskiej i kierował podkarpackimi strukturami tej organizacji. Był dyrektorem biur parlamentarzystów KPN i AWS. Od 1995 członek, a od 2001 sekretarz zarządu Podkarpackiego Towarzystwa Historycznego. Od 1999 pracował w Muzeum Podkarpackim w Krośnie. W 2007 uzyskał magisterium z historii na Wydziale Nauk Historycznych i Pedagogicznych Uniwersytetu Wrocławskiego.
Był radnym rady miasta w Krośnie. W wyborach samorządowych w 2002, startując z listy Komitetu Wyborczego Wyborców Podkarpacie Razem, został wybrany na radnego sejmiku podkarpackiego. Z ramienia Prawa i Sprawiedliwości w 2001 i 2005 bezskutecznie kandydował do Sejmu, a w wyborach parlamentarnych w 2007 uzyskał mandat poselski, otrzymując w okręgu krośnieńskim 8403 głosy. W 2009 bez powodzenia kandydował do Parlamentu Europejskiego. W wyborach do Sejmu w 2011 z powodzeniem ubiegał się o reelekcję, dostał 7239 głosów. W 2015 i 2019 był ponownie wybierany do Sejmu, zdobywając odpowiednio 10 170 głosów oraz 13 360 głosów.
W Sejmie IX kadencji został przewodniczącym Komisji Kultury i Środków Przekazu. 17 grudnia 2021 przewodniczył obradom tej komisji, która rekomendowała Sejmowi odrzucenie weta Senatu w sprawie projektu nowelizacji ustawy o radiofonii i telewizji (zwanego lex TVN). Według posłów ugrupowań opozycyjnych, części prawników i przedstawiciela Biura Legislacyjnego Sejmu komisja została zwołana ze zbyt krótkim (około dwudziestominutowym) wyprzedzeniem z naruszeniem regulaminu Sejmu.
W lipcu 2022 został wybrany przez Sejm w skład Rady Mediów Narodowych. W wyborach w 2023 również z powodzeniem ubiegał się o poselską reelekcję (z wynikiem 12 829 głosów). W Sejmie X kadencji zasiadł w Komisji Kultury i Środków Przekazu oraz Komisji do Spraw Kontroli Państwowej. Objął funkcję przewodniczącego rady Instytutu Współpracy Polsko-Węgierskiej im. Wacława Felczaka.